# Grossa
|  | Per a altres significats, vegeu «Grossa de Cap d'Any». |

Grossa (en cors Grossa) és un municipi francès, situat a la regió de Còrsega, al departament de Còrsega del Sud. L'any 1999 tenia 38 habitants.

## Demografia
| 1962 | 1968 | 1975 | 1982 | 1990 | 1999 |
| ---- | ---- | ---- | ---- | ---- | ---- |
| 76   | 78   | 72   | 58   | 44   | 38   |